# Amiot

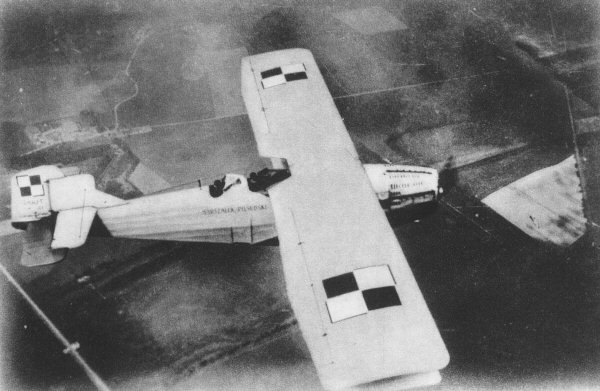
Amiot 123

Amiot foi uma empresa fabricante de aviões fundada por Félix Amiot na França. Teve grande importância durante a Segunda Guerra Mundial com a construção de inúmeros bombardeiros.